# Kander (vattendrag i Schweiz)
Kander är ett vattendrag i Schweiz. Det ligger i den centrala delen av landet, 29 km sydost om huvudstaden Bern.
I omgivningarna runt Kander växer i huvudsak blandskog. Runt Kander är det ganska tätbefolkat, med 78 invånare per kvadratkilometer.